# Petros Kalas
Petros Kalas (gr. Πέτρος Καλάς; ur. 23 lipca 1994) – grecki siatkarz, grający na pozycji przyjmującego. Od sezonu 2018/2019 występuje w niemieckiej drużynie VC Leipzig.

## Sukcesy klubowe
Puchar Ligi Greckiej:
- 2013

Puchar Grecji:
- 2013, 2014

Mistrzostwo Grecji:
- 2013, 2014
- 2017